# Videotalk
Videotalk – technika psychoterapii bazująca na metaforze filmu.
Terapeuta zadaje pacjentowi zadanie terapeutyczne, które ten ma wykonać w czasie między sesjami terapeutycznymi. Potem terapeuta prosi pacjenta by zdał mu relację z wykonania zadania tak jakby opowiadał mu film – chodzi o to by pacjent był jak najbardziej konkretny, koncentrował się na faktach, a nie na interpretacji czy swoich uczuciach.